# Ladd & Co.

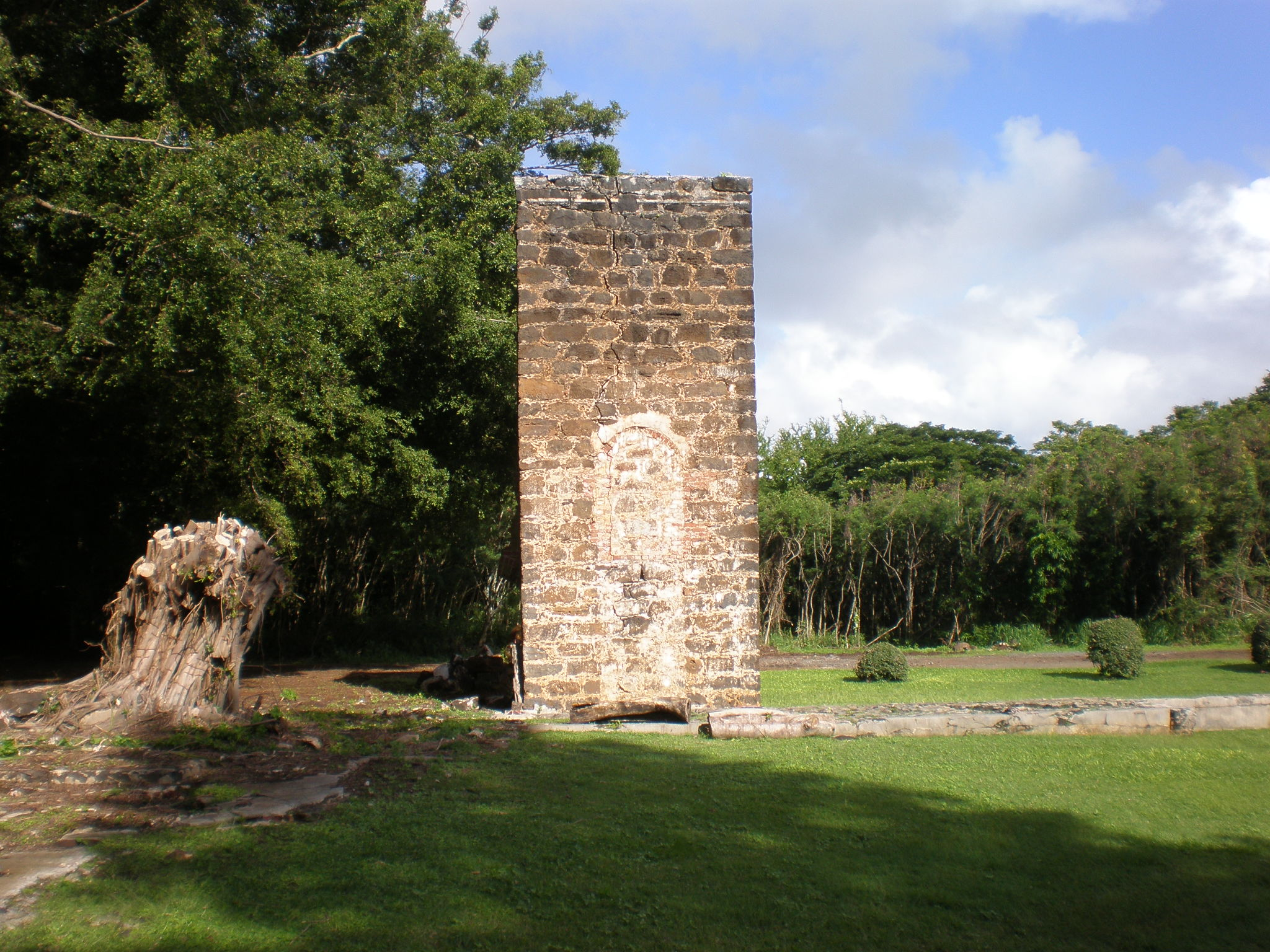
Ruine der Ladd-Zuckermühle auf Kauaʻi

Ladd & Company war ein US-amerikanisches Unternehmen im Königreich Hawaiʻi. Es betrieb ab 1835 die erste kommerzielle und industrielle Zuckerrohr-Plantage auf den (damals als Sandwichinseln bekannten) Inseln, verspekulierte sich aber schon zehn Jahre später mit Land- und Grundbesitz.

## Die Zuckerrohrplantage
Gegründet im Juli 1833 von William Ladd (1807–1863), Peter Allen Brinsmade (1804–1859) und William Northey Hooper (1809–1878), eröffnete Ladd & Co. sofort ein Handelskontor in Honolulu. Im Jahre 1835 erwarb Ladd in Koloa auf Kauaʻi 400 Hektar Land für den Anbau von Zuckerrohr, das auf den Inseln bereits heimisch war, und errichtete neben der ersten kommerziellen Zuckerrohrplantage auch eine Zuckermühle zu deren industrieller Weiterverarbeitung.

## Der belgische Vertrag
Ab 1841 bemühte sich Ladd & Company als Aktiengesellschaft zusammen mit anderen Plantagenbesitzern und dem einflussreichen Missionar William Richards sämtliches, noch nicht bebaute oder kultivierte Land im Königreich aufzukaufen und so ein Monopol zu errichten. Um das dafür nötige Geld aufzubringen, vereinbarte Brinsmade eine Übernahme der Aktienmehrheit durch die vom belgischen König Leopold I. gegründete Compagnie Belge de Colonisation, obwohl es Konflikte zwischen den protestantischen Missionaren und dem auf den Inseln verbotenen Katholizismus, dem die Belgier anhingen, gab. Es gab zudem eine Klausel, nach der Land nur kaufen konnte, wer die Unabhängigkeit Hawaiʻis anerkannte bzw. der Landkauf ungültig wäre, würde das Königreich seine Unabhängigkeit verlieren. Diese Klausel sollte europäische und amerikanische Aktionäre schützen, aber auch davon abhalten, ihre Regierungen politischen Druck auf Hawaiʻi ausüben zu lassen.

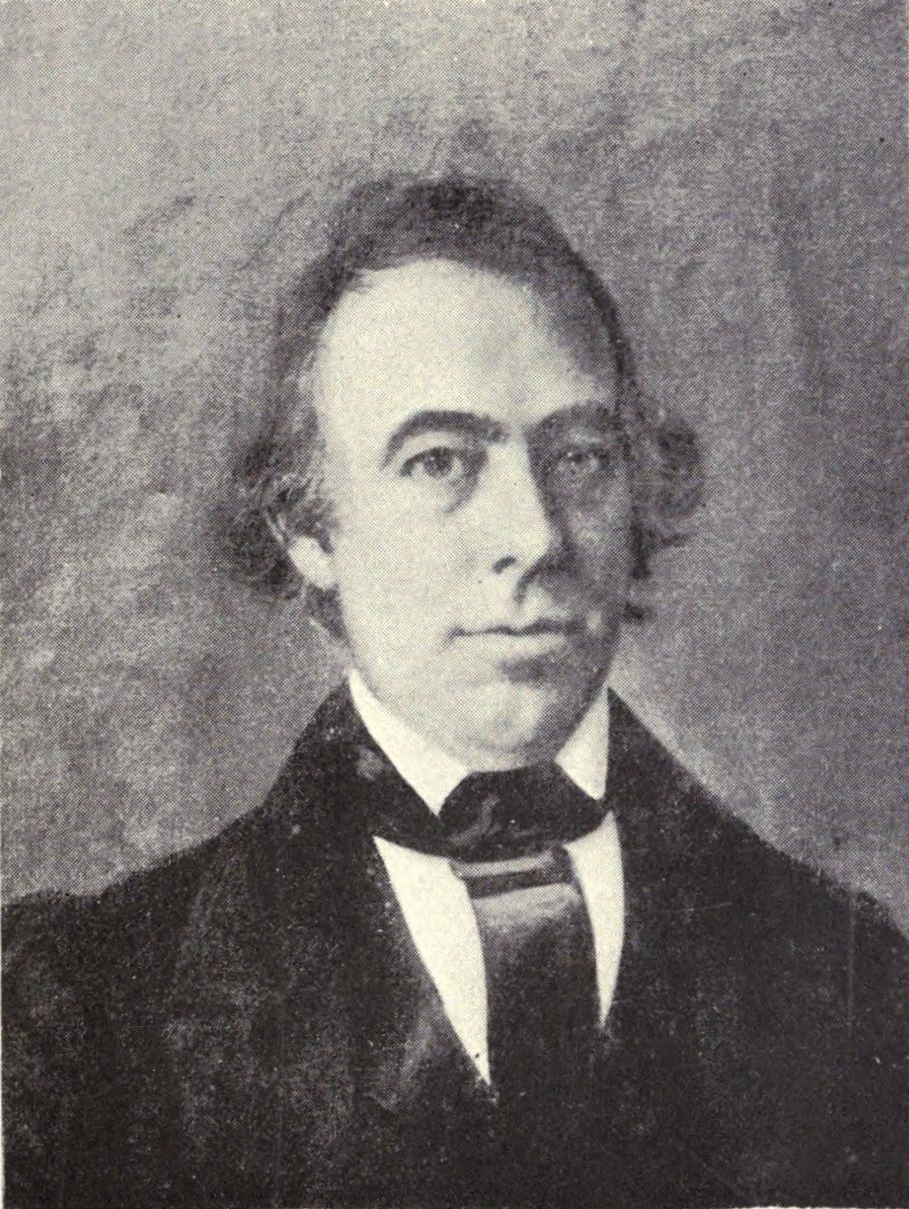
Ex-Missionar William Richard drängte Ladd und den hawaiianischen König zum Landkauf-Geschäft
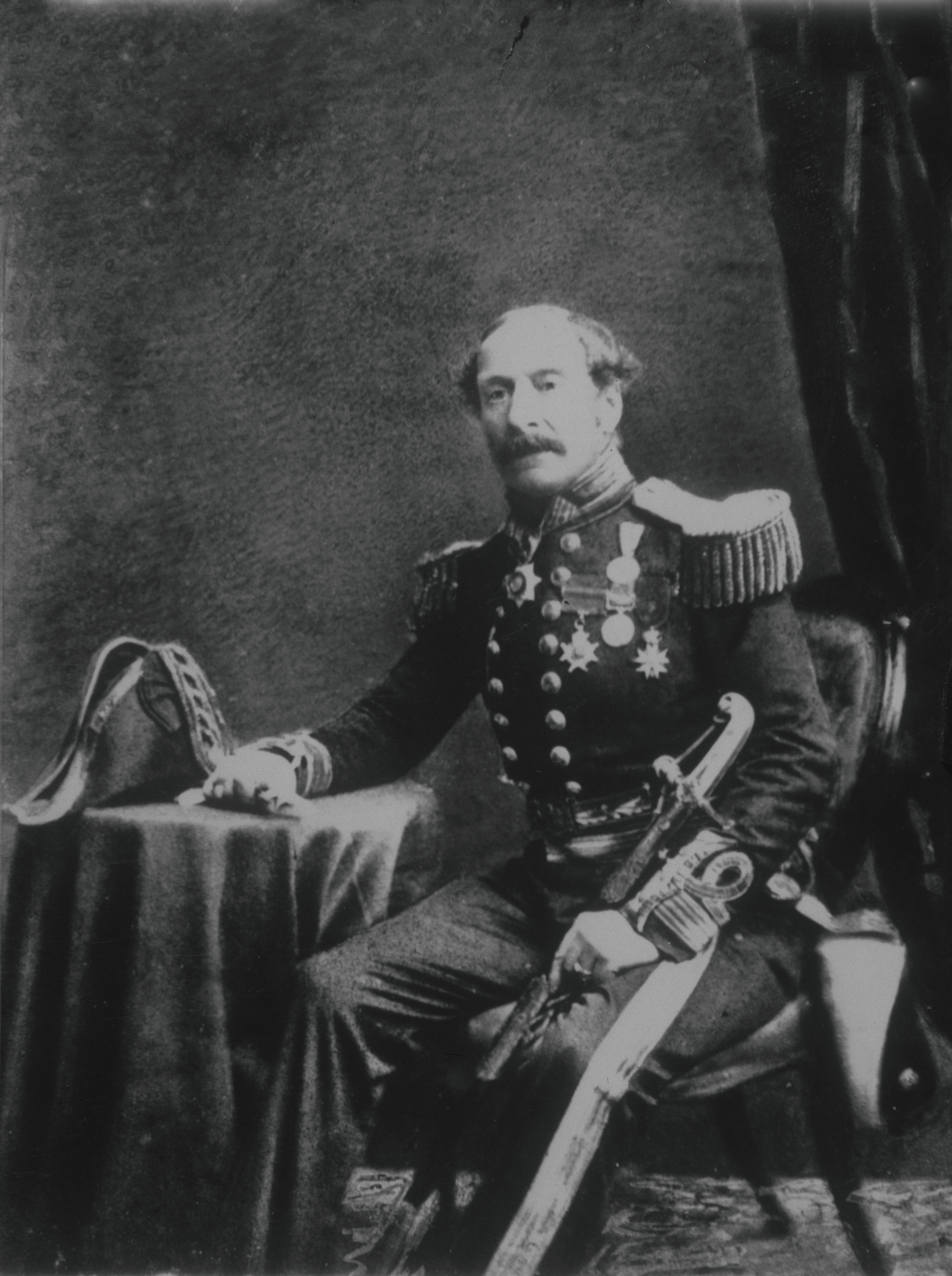
Kapitän George Paulets eigenmächtige Besetzung Hawai'is verstörte Ladds Aktionäre
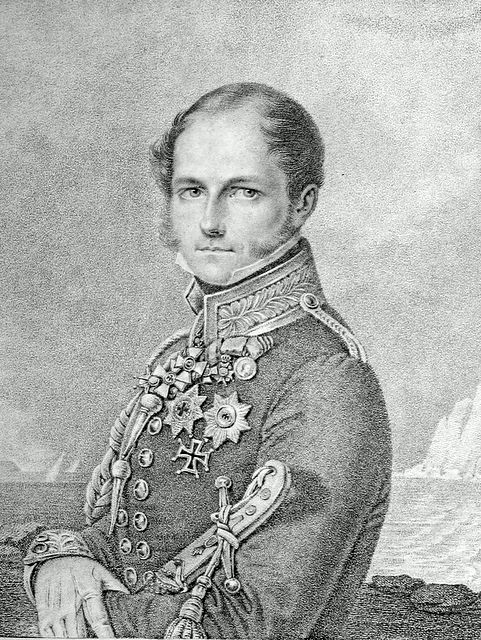
Belgiens König Leopold I. beabsichtigte, als Hauptaktionär ganz Hawai'i zu übernehmen

Stattdessen besetzten 1843 britische Marineverbände das Königreich (Paulet-Affäre) und forderten die Kontrolle aller Landverkäufe. Der Ladd-Geschäftspartner James Marshall nahm Geheimverhandlungen mit den USA auf, die die Briten schließlich zum Einlenken zwangen. Frankreich, Großbritannien und die USA erkannten die Unabhängigkeit Hawaiʻis an. Brinsmade wurde 1844 US-Konsul im Königreich.
Die sechsmonatige Besetzung hatte inzwischen zahlreiche Aktionäre abgeschreckt, doch mit dem belgischen Vertrag als Sicherheit lieh sich Ladd & Company Geld vom Königreich Hawaiʻi. Als jedoch auch aus Belgien, das wenig Interesse an Investitionen in ein unabhängiges und protestantisches Hawaiʻi hatte, die vereinbarten Gelder nicht im erhofften Umfang flossen, wurde die Company im November 1844 zahlungsunfähig. Im März 1845 wurde ihr Besitz versteigert und die Zuckermühle vom Königreich aufgekauft. Die Plantage übernahm Hoopers Schwager Robert Wood (bis 1874).